# Naundorf bei Seyda

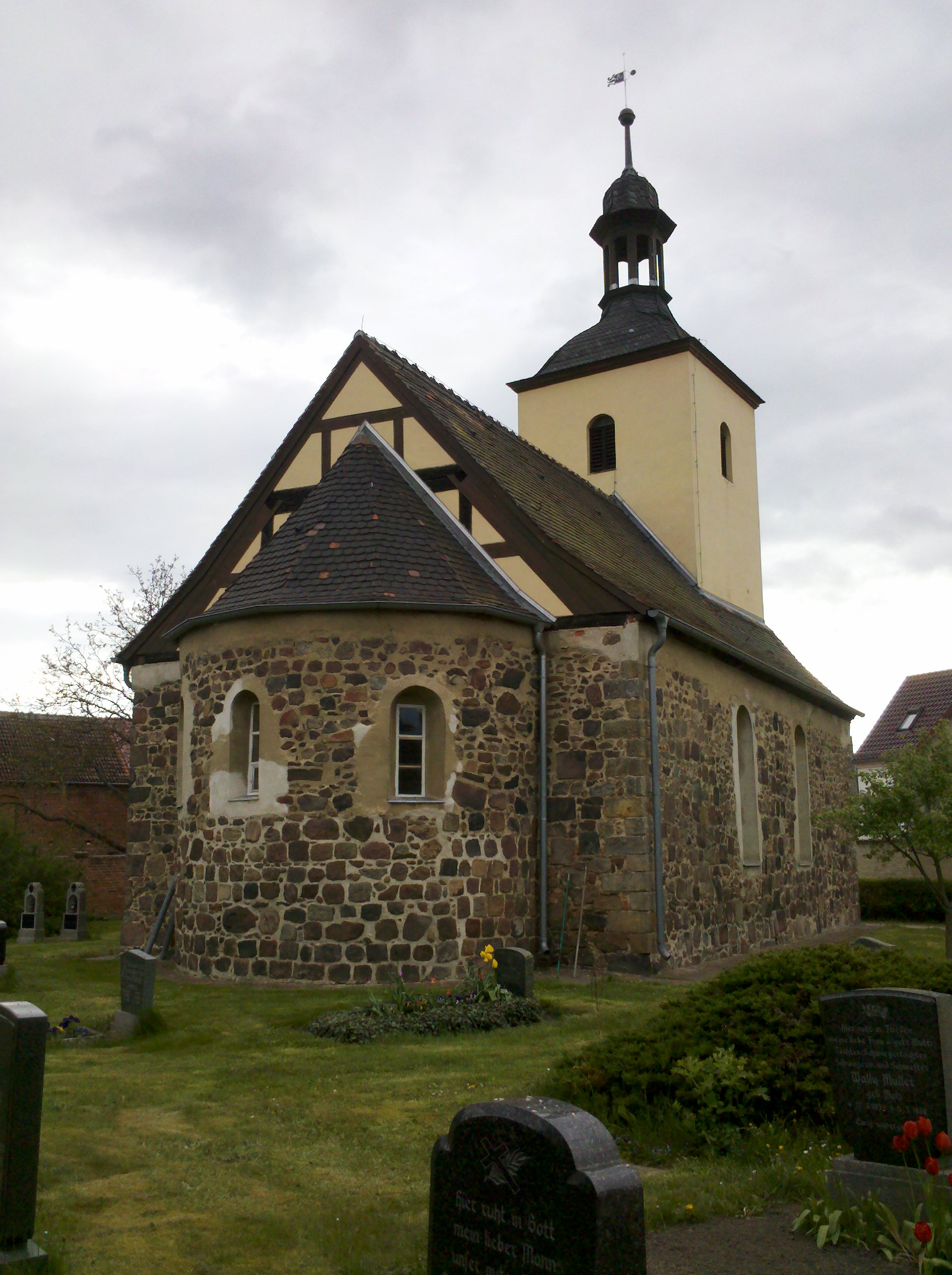

Naundorf bei Seyda ist ein Ortsteil der Stadt Jessen (Elster) im Landkreis Wittenberg in Sachsen-Anhalt. Bis zum 31. Dezember 2009 war es unter dem Namen Naundorf bei Seyda eine eigenständige Gemeinde mit dem Ortsteil Mark Friedersdorf.
Naundorf liegt bei Seyda, etwa 17 km nordöstlich von Lutherstadt Wittenberg im Fläming. Zur Bundesstraße 2, die Berlin und Wittenberg verbindet, sind es in westlicher Richtung 12 km.
1459 wurde die Gemeinde erstmals urkundlich erwähnt.
Auf dem Ortsfriedhof befindet sich die Grabstätte eines namentlich bekannten serbischen Kriegsgefangenen, der während des Zweiten Weltkrieges ein Opfer von Zwangsarbeit wurde.

## Kirche
Die Kirche ist ein im Kern spätromanisches Feldsteinbauwerk aus der ersten Hälfte des 13. Jahrhunderts, das aus Apsis und Saal besteht. Es wurde um 1662 erneuert, wobei die Fenster vergrößert wurden. Ein verputzter quadratischer Turmaufsatz mit flacher Schweifhaube und Laterne von 1734 über dem Westgiebel akzentuiert das Bauwerk. Der Innenraum mit dreiseitiger Empore ist barock geprägt. Der Kanzelaltaraufsatz mit zwei Durchgängen und der Barockaltar mit Säulenrahmung stammen aus der Mitte des 18. Jahrhunderts. Die achteckige kelchförmige Sandsteintaufe ist ein Werk vom Anfang des 17. Jahrhunderts.

## Mühle
Erstmals urkundlich erwähnt wurde 1877 ein Mühlenstandort ca. 300 m vor dem östlichen Ortseingang. Die dortige Bockwindmühle brannte 1910 ab. Am gleichen Standort wurde 1911 die Turmholländermühle Naundorf errichtet. Zwischen 1912 und ca. 1920 wurde mittels Windkraft und bei Windstille unter Zuhilfenahme einer Dampfmaschine Mehl gemahlen. Nach der Elektrifizierung der Gemeinde wurden die Flügel abmontiert und der Antrieb erfolgte mithilfe eines Elektromotors. Original aus dem Jahr 1955 sind noch eine Reinigung, eine Quetsche, der Schrotgang, ein Walzenstuhl, ein Plansichter, die stehende Mischmaschine und der Sackaufzug vorhanden.
In den 1960er-Jahren wurde das Hochdach wegen Baufälligkeit durch ein Flachdach ersetzt. Die betriebliche Mehlherstellung wurde eingestellt. Seit 1999 befindet sich das Gebäude in kommunalem Eigentum und wurde ab dem Jahr 2000 saniert, insbesondere ein neues Hochdach mit großem Kammrad und Windrose wurde aufgesetzt, die Windrose musste jedoch wieder demontiert werden.